# FLIGHT RECORDER 1989-1992 -little wing-
『FLIGHT RECORDER 1989-1992 -little wing-』（フライト・レコーダー・1982・1992・リトル・ウイング）は、LINDBERG初のベスト・アルバム。
1992年11月21日発売。発売元は徳間ジャパンのPUBLIC IMAGE RECORDSレーベル。

## 解説
1992年11月、11枚目のシングル『さよなら Beautiful Days/千年たっても』、12枚目のシングル『Magical Dreamer』に続く3週連続リリースの最後としてリリース。
1989年から1992年までに発表した楽曲から選曲され、4枚目のアルバム『LINDBERG IV』までの徳間ジャパンのジャパンレコーズレーベルにて発表された楽曲は再録された。
ミニ・アルバム『EXTRA FLIGHT』以降の徳間ジャパンのPUBLIC IMAGE RECORDSレーベルにて発表された楽曲は、基本的にミックスの変更などをして収録されている。
本作以降のベスト盤は、1995年発売の『SINGLES -FLIGHT RECORDER II-』、2004年発売の『GOLDEN☆BEST リンドバーグ EARLY FLIGHT』を除いて、本作の再録バージョンで収録されることが多い。
ブックレットには、本作の発売に当たって各メンバーのコメント、1992年までのバイオグラフィー、ディスコグラフィーが掲載。
初回限定盤は新曲「ひとつだけのMerry Christmas」を収録した8cmCDが付属した。
同年12月4日には、本作のカラオケ盤『VOICELESS RECORDER 1989-1992 from FLIGHT RECORDER』もリリースされた。
オリコンチャート2位を獲得した。

## 収録曲
1. LITTLE WING -Spirit of LINDBERG-
  - 作詞: 渡瀬マキ　作曲: 川添智久

3rdアルバム『LINDBERG III』収録曲の再録。『LINDBERG III』とは、前奏・後奏と大サビ導入部が異なる。
2. 今すぐKiss Me
  - 作詞: 朝野深雪　作曲: 平川達也

2ndシングルの再録。
3. JUMP
  - 作詞: 西脇淳子　作曲: 佐藤宣彦

3rdシングルの再録。
4. 10セントの小宇宙（ゆめ）
  - 作詞: 西脇淳子　作曲: 平川達也

2ndアルバム『LINDBERG II』収録曲の再録。
5. SILVER MOON
  - 作詞: 渡瀬マキ　作曲: 平川達也

3rdアルバム『LINDBERG III』収録曲の再録。
6. BELIEVE IN LOVE
  - 作詞: 渡瀬マキ　作曲: 川添智久

8thシングルの再録。
7. HAPPY BIRTHDAY
  - 作詞: 渡瀬マキ　作曲: 小柳昌法

8thシングルC/Wの再録。
8. I MISS YOU
  - 作詞: 渡瀬マキ　作曲: 平川達也

9thシングル。
9. 恋をしようよ Yeah! Yeah!
  - 作詞: 渡瀬マキ　作曲: 川添智久

10thシングル。シングルとはミキシングが異なる。
10. さよなら Beautiful Days
  - 作詞: 渡瀬マキ　作曲: 小柳昌法

11thシングル。シングルでは、エンディング直前でフェードアウトしてからフェードインして再度フェードアウトするが、本作はフェードアウトは最後の1回のみでそこまでが長くなっている。
11. Over The Top
  - 作詞: 渡瀬マキ　作曲: 小柳昌法

5thアルバム『LINDBERG V』収録曲。『LINDBERG V』とは、ボーカルのテイクが違う。
12. CRAZY DIAMOND
  - 作詞: みかみ麗緒　作曲: 平川達也

1stアルバム『LINDBERG I』収録曲の再録。
13. Dream On 抱きしめて
  - 作詞: 朝野深雪　作曲: 平川達也

4thシングルの再録。
14. MINE
  - 作詞: 渡瀬マキ　作曲: 平川達也

1stアルバム『LINDBERG I』収録曲の再録。

### 初回限定盤付属8cmCD
1. ひとつだけのMerry Christmas
  - 作詞: 渡瀬マキ　作曲: 平川達也

## 演奏
- 佐藤達哉：Keyboards
- 木村誠：Latin Percussion
- 加藤高志グループ：Strings
- 林秀幸：Manipulator